# NeoNetwork
NeoNetwork (auch NEOnet) ist ein Filesharing-Netz, das Downloads ermöglicht. Es ist ein dezentralisiertes DHT-Netz, ähnlich wie Kademlia, was die Abschaltung stark erschwert bis unmöglich macht. NeoNetwork wurde 2001 an der Harvard University entwickelt. Durch den Erfolg gründeten die Entwickler eine gleichnamige Firma.
NeoNetwork wird von den Filesharing-Clients Morpheus und μTorrent 1.7.7 unterstützt. Laut den Entwicklern wird versucht, für ihr Netz noch anderen Clients die Lizenz zu erteilen.